# Eta Cancri
Eta Cancri (η Cnc, η Cancri), som också är stjärnans Bayerbeteckning, är en orange jättestjärna  av spektraltyp K3III i östra delen av stjärnbilden Kräftan. Stjärnan har en skenbar magnitud på 5,34  och den är, baserat på parallaxberäkningar, belägen på ett avstånd på omkring 298 ljusår från solen. 